# Осада Оренбурга
Осада Оренбурга — эпизод Крестьянской войны 1773—1775 годов, военная операция восставших под предводительством Е. И. Пугачёва против Оренбурга. Гарнизон крепости успешно оборонялся с 5 (16) октября 1773 — 23 марта (3 апреля) 1774 года и дождался снятия осады после поражения повстанцев в битве у крепости Татищевой.

## События накануне осады
К моменту начала восстания Пугачёва в сентябре 1773 года, Оренбург был центром огромного края Российской империи, включавшим богатейшие зерносеющие и промышленные районы страны. Под командованием оренбургского генерал-губернатора находились гарнизоны многочисленных крепостей военных укреплённых линий и станицы оренбургских казаков, с помощью которых контролировались непростые отношения как с коренными народами региона − башкирами, татарами, казахами и многими другими, так и с яицкими казаками, цеплявшимися за остатки былой независимости. Подавление многочисленных волнений и восстаний башкир, татар, заводских крестьян и яицких казаков в течение XVIII века для народов края были напрямую связаны с фигурами оренбургских губернаторов. Именно поэтому взятие Оренбурга стало главной целью восставших яицких казаков с первого дня восстания и им не составило труда найти сочувствие и поддержку у заводских крестьян, башкир и других народов края.
Значение Оренбурга, как главного военно-стратегического центра огромного этой части империи, накладывало требования к нему с точки зрения фортификации и размера гарнизона. Оренбургский гарнизон к началу восстания состоял из 3 700 солдат и офицеров под командованием губернатора И. А. Рейнсдорпа. Город был обнесён крепостным валом высотой около 12 футов, перед которым был вырыт ров глубиной 12 и шириной 35 футов. Въезд в город осуществлялся через четверо ворот: Чернореченские, Орские, Самарские и Яицкие. На валу и у ворот располагались позиции артиллерийских батарей, количество орудий в мирное время достигало 70. Не придав значения первым известиям о новом выступлении яицких казаков, 21 сентября Рейнсдорп получил известие о движении отряда восставших по направлению к Оренбургу, что заставило его изменить отношение к событиям. Губернатор отдал приказ обер-коменданту генерал-майору Валенштерну немедленно отозвать всех офицеров и солдат гарнизона из отпусков. Для усиления оренбургского гарнизона были отданы приказы о направлении в Оренбург отрядов ставропольских калмыков и башкир в 500 всадников каждый, а также 300 татар из ближайшей к городу Сеитовой слободы. 24 сентября навстречу отряду Пугачёва был отправлен сводный отряд под командованием бригадира Билова, в который были включены солдаты регулярных частей, оренбургские казаки и ставропольские калмыки − всего 410 человек.
Все старания Рейнсдорпа решить проблему Пугачёва на раннем этапе не увенчались успехом. Ни одна из пограничных крепостей не смогла противостоять мятежникам, ни даже сколько-нибудь задержать их. Экспедиция бригадира Билова завершилась полным её разгромом. Попытки же мобилизовать иррегулярные национальные отряды привели к тому, что все они сразу же перешли на сторону самозванца. Как заметил историк Дубровин: «…делая все эти распоряжения, Рейнсдорп и не подозревал, что в сущности хлопочет для Пугачёва…» Провалом завершилась и попытка подкупить яицких атаманов и убедить их выдать Пугачёва. Посланный к ним с посланием от Рейнсдорпа каторжник Хлопуша выдал Пугачёву замыслы Рейнсдорпа и стал впоследствии одним из видных предводителей восставших.
Многие историки отмечали, что у Пугачёва был шанс успешно атаковать Оренбург сразу после взятия последней в цепи крепостей перед Оренбургом − Чернореченской, лежавшей в 28 верстах от города. К этому моменту изрядно обветшавшие крепостные укрепления города были в таком состоянии, «что во многих местах без всякого затруднения на лошадях верхом въезжать было можно». Гарнизон из трёх полевых команд и гарнизонных батальонов был впечатлён лёгкостью, с какой Пугачёв справился с противостоянием гарнизонов пограничных крепостей, а казачье население было в изрядном замешательстве благодаря переходу на сторону самозванца такого уважаемого казачьего старшины, как Тимофей Подуров. Но Пугачёв не решился атаковать Оренбург с ходу, дав Рейнсдорпу шанс срочно привести в порядок обветшавшие городские укрепления. Были разрушены мосты через Сакмару, вычищен и углублен городской ров, поднят вал и восстановлены его крутые откосы. Между рвом и валом дополнительно были установлены рогатки. Городских обывателей мобилизовали в команды для тушения возможных пожаров, а часть годных из них, включая приехавших в Оренбург на ярмарку, «поставили под ружьё». Потребовалось также жёсткими дисциплинарными мерами восстановить порядок в гарнизонных батальонах, вплоть до угрозы «буде кто отлучится, того в страх другим застрелить». Рейнсдорп отправил рапорт о своих действиях императрице, а также губернаторам соседних губерний: казанскому − Брандту, сибирскому − Чичерину, астраханскому − Кречетникову. Но не был решён вопрос с пополнением запасов продовольствия и фуража в Оренбурге, что впоследствии привело к тяжёлым последствиям при осаде. Поначалу об этом не вспомнили, а более поздние попытки доставить запасы из ближайших крепостей провалились − часть высланных отрядов перешли на сторону восставших, другие были вынуждены вернуться в город после встречи с яицкими казачьими разъездами.
Впрочем, не все в городе верили, что предпринятых мер было достаточно, чтобы удержать город. По несколько преувеличенным дневниковым записям одного из очевидцев − «гарнизон находился в самом слабейшем состоянии, так что, исключая отправленных с Биловым и раскомандированных кроме того по крепостям так же необходимых в городе караулов и больных солдат, не оставалось к обороне города 500 человек регулярного войска. А каковы при них большею частию офицеры — о том лутче я умолчу». К счастью для гарнизона Оренбурга, 4 октября, в самый канун начала осады, в город из Яицкого городка беспрепятственно успел пройти отряд солдат численностью около 300 человек под командой майора Наумова и оставшиеся верными правительству четыре сотни яицких казаков под командой войскового старшины Бородина.
Пугачёв впоследствии на допросах после ареста объяснял свою задержку на пути в Оренбург тем, что к нему в Чернореченскую крепость прибыли посланцы от татар Сеитовой слободы и он посчитал важным принять приглашение. 1 октября в Сеитовой (Каргалинской) слободе в его отряд влился конный татарский полк, тот самый, что изначально должен был пополнить правительственный гарнизон Оренбурга. 2 октября отряд Пугачёва вступил в казачий Сакмарский городок, встреченный жителями хлебом-солью. Значительная часть сакмарских казаков была откомандирована в Оренбург и Красногорскую крепость, но и оставшиеся составили заметное пополнение, ещё более значимое благодаря своей выучке и воинскому опыту. Из Сакмарского городка Пугачёв направил илецкий полк во главе с атаманом Твороговым для взятия Пречистенской крепости, в 60 верстах восточнее Оренбурга. Творогов взял крепость без боя, тем самым все дороги, по которым Оренбург мог получить поддержку, перешли под контроль восставших.

## Начало осады Оренбурга

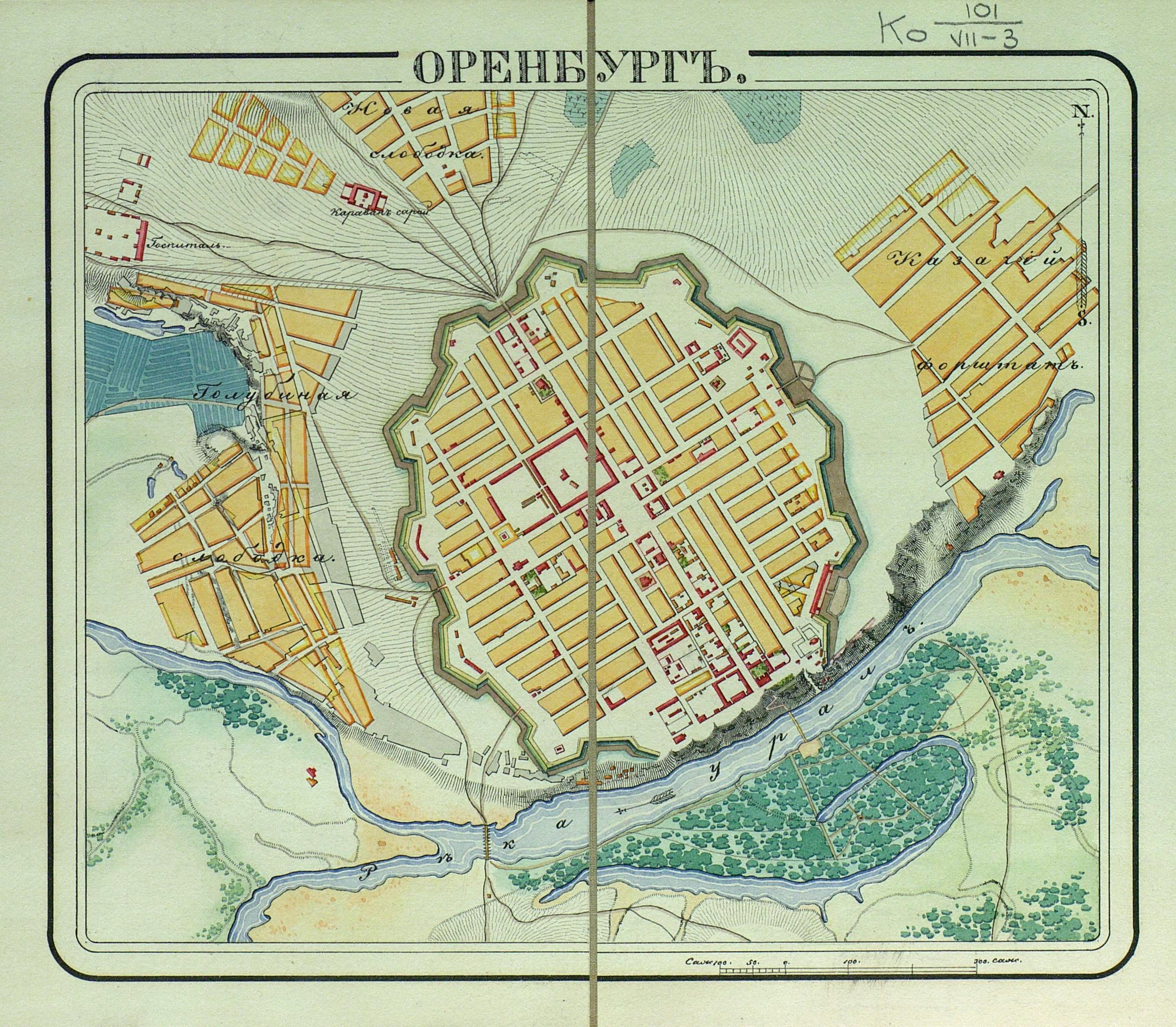
План Оренбурга с пригородными слободами, XVIII век

Осада Оренбурга началась 5 октября, когда армия Пугачёва подошла к стенам города. По показаниям Пугачёва после ареста, он приказал выстроить полки своей армии в линию, чтобы со стен города количество людей казалось много больше, чем было в реальности. Впечатление было произведено, по словам одного из городских священников: «Все жители представляли смерть, и был великий плач и неутешное рыдание». Со стен города был открыт артиллерийский огонь, заставивший восставших отойти от городского вала, пугачёвская артиллерия ответного огня не открывала. Началось обустройство лагеря в 5 верстах от города. Помимо обустройства лагеря, пугачёвские лазутчики подожгли запасы сена, сложенные вблизи городских стен.
На следующий день гарнизоном Оренбурга была предпринята вылазка. Отряд в 1300 солдат под командованием премьер-майора Наумова при 4 орудиях атаковал казаков Пугачёва, продолжавших планомерно уничтожать городские запасы сена. В ответ "пугачёвцы" открыли огонь из своих пушек, артиллерийская перестрелка продолжалась около двух часов. После атаки казаков на левое крыло правительственного отряда, Наумов скомандовал к отходу за стены города. В Оренбурге Наумов доложил об обнаруженных «в подчинённых своих робости и страхе», отряд потерял 123 человека убитыми и 131 ранеными.
Воспользовавшись темнотой, ночью после боя Пугачёв выдвинул свою артиллерию вплотную к стенам города и скомандовал открыть огонь по намеченным заранее деревянным строениям, в надежде вызвать панику жителей в случае пожара. Такая тактика помогла пугачёвцам ранее взять штурмом Татищеву крепость. Но застать гарнизон врасплох не удалось, батареи Оренбурга открыли ответный огонь такой силы, что пугачёвцы не выдержали и отошли от стен города и вернулись в лагерь. Тем не менее, ночная атака ещё больше усилила панические настроения в городе, по свидетельствам очевидца − «были все в великом и неописанном страхе».
Следующим утром 7 октября генерал-губернатор Рейнсдорп собрал большой военный совет. Перед генералами и штаб-офицерами гарнизона был поставлен главный вопрос: «Атаковать ли Пугачёва? Или только оборонительно поступать? — пока воинские команды будут умножены». Большинство из присутствовавших высказались за то, чтобы держать оборону за стенами города и Рейнсдорп подвёл итог совещания − «до подхода команд на помощь, и пока город, по окружности его, приведён будет в надлежащую безопасность, − поступать оборонительно». В направленном в правительственную Военную коллегию донесении Рейнсдорп просил «как можно поскорее учинить помощь, прислав войска и хороших командиров».
Тем не менее, гарнизон не отказался вовсе от активных оборонительных действий, уже 8 октября в ходе вылазки небольшого отряда охотников был разбит один из отрядов восставших, подошедших близко к валу, часть повстанцев захвачена в плен. Воодушевлённый этим успехом, Рейнсдорп назначил на 9 октября атаку на главный лагерь Пугачёва. Но обер-комендант города генерал Валленштерн убедил его перенести атаку, доложив, что среди солдат после приказа пронёсся ропот и недовольство. Лишь после тщательного планирования предстоящего боя и попыток воодушевить гарнизон, атака была предпринята 12 октября. К несчастью для правительственной стороны, подготовка к вылазке не осталась незамеченной для восставших, получавших информацию от перебежчиков и обывателей, стремившихся покинуть осаждённый город. Пугачёв лично взялся за расстановку орудий на выгодных высотах, предполагая возможный маршрут правительственных колонн. Едва отряд под командованием премьер-майора Наумова вышел за городской вал, как его встретил сильный артиллерийский огонь. Казаки рассыпной лавой попытались отсечь отряд от города, но Наумов вовремя скомандовал к отходу. Потери гарнизона составили 150 человек − погибших, раненных, взятых в плен и перебежавших к осаждавшим.
Рейнсдорпу пришлось на время отказаться от масштабных вылазок. Крепостная артиллерия по-прежнему не давала казакам Пугачёва приближаться к городу, под её прикрытием фуражиры пытались спасти остатки сена. Стычки между ними и разъездами пугачёвцев проходили с переменным успехом. Тем временем, основные силы армии восставших были заняты инженерным обустройством своих позиций. В этих мероприятиях сказывался богатый военный опыт предводителя восставших, лично указывавшего места для возведения «шанцев» − оборудованных позиций для артиллерии. 18 октября ударили первые морозы и восставшие поторопились покинуть свой временный лагерь, начав рытьё землянок у Бердской слободы. 22 октября, воспользовавшись сильным туманом, Пугачёв приказал подкатить свои орудия вплотную к городским стенам. К этому времени его армия пополнилась работниками с ближайших заводов, среди которых оказались «довольно обученные пушечной стрельбе». По свидетельству жителей Оренбурга, ядра и гранаты падали в самом центре города, в том числе у порохового склада. Одна из гранат грозила полным уничтожением склада, но находившийся на карауле гарнизонный артиллерист в последний момент успел засыпать землёй гранату. Сильный ответный огонь крепостной артиллерии вновь заставил пугачёвцев отойти от города на безопасное расстояние.
Следующий приступ восставшие предприняли 2 ноября. В этот раз Пугачёв решил не ограничиваться одним лишь обстрелом города в надежде на пожары, а предпринять штурм города. Поначалу восставшие успешно преодолели ров и начали бой с защитниками города на городском валу. Попытки оборонявшихся сбросить их не привели к успеху. Рейнсдорп, увидев серьёзность сложившейся обстановки, вовремя распорядился об обходном маневре отряда егерей. Не заметив этого, пугачёвцы вскоре оказались между двух огней. Восставшим во главе с Пугачёвым пришлось в спешке покидать вал, причём предводитель восстания позднее признавал, что едва спасся в тот день. Тем не менее, правительственные командиры были вынуждены признать: «Как ни сильно было означенное, по 22 число октября, злодейское устремление к городу, но сего 2 числа ноября произведённое ими несравненно было сильнее и отважнее».
Кровопролитный бой 2 ноября привёл к тому, что на некоторое время обе стороны отказались от активных действий. Ударившие морозы заставили Пугачёва вновь перенести лагерь, 5 ноября восставшие заняли все дома в Бердской слободе, вокруг слободы начали рытьё и обустройство добротных землянок. Если потери оренбургского гарнизона восполнить было некем, то армия Пугачёва непрерывно пополнялась казаками, башкирами, крепостными и заводскими крестьянами. Надо отдать должное пугачёвским атаманам, в начальный период восстания они со всей серьёзностью относились к боевой подготовке, вокруг Бердской слободы казаки упражнялись в верховой езде, стрельбе из ружей. Лично Пугачёв и опытные заводские артиллеристы обучали назначенных канониров стрельбе из пушек. Как признавали позднее на допросах яицкие и оренбургские казаки: Пугачёв «…лучше всех знал, как в порядке артиллерию содержать», «…знал он, как палить из пушек, из других орудий, и указывал всегда сам канонирам».

## Отражение экспедиции Кара
Известия о бунте яицких казаков и осаде Оренбурга всерьёз встревожили губернаторов соседних губерний. Российская империя вела войну с Турцией и генерал-губернаторы имели в своём распоряжении, как правило, лишь гарнизонные батальоны, в большинстве своём состоявшие из возрастных солдат и инвалидов. Попытки задействовать иррегулярные казачьи и национальные отряды в ходе нынешнего восстания приводили к прямо противоположному эффекту, лишь укрепляя армию самозванца. Донесения от Рейнсдорпа, Брандта и московского губернатора Волконского достигли Петербурга лишь почти месяц спустя после начала выступления, 14 октября. Президент Военной коллегии Чернышёв не мог выделить в помощь губернаторам сколь-нибудь значительных сил, так как, помимо войны с Турцией, в Петербурге всерьёз опасались возможного нападения Швеции, свободных войск просто не было. К тому же, императрица посчитала необходимым пытаться сохранить мятеж в тайне, как от своих подданных, так и от соседних держав. Но и надежды на то, что губернаторы самостоятельно справятся с восставшими, не было. Чернышёв попытался организовать карательную экспедицию против самозванца, собирая войска буквально «по клочкам, небольшими разрозненными командами, и отправлять на театр действий без всякой связи и единства».
В начале ноября Кар во главе отряда в 3500 человек выдвинулся из Казани в направлении Оренбурга. Одновременно из Симбирска через Самару продвигался отряд под командованием симбирского коменданта полковника Чернышёва, а из Верхне-Озёрной крепости отряд бригадира Корфа. Корф не имел сведений о действиях Кара, подчиняясь командующему Сибирского корпуса генералу Деколонгу, но события развивались так, что правительственные войска должны были подойти к Оренбургу с трёх сторон одновременно. Беда командиров правительственных войск была в том, что они слабо себе представляли состав и количество армии мятежников и их местонахождение, в то время, как ставка Пугачёва в Бердах получала многочисленные и достоверные сообщения об их действиях.
Навстречу корпусу Кара был выслан передовой отряд яицких казаков во главе с Яковым Пономарёвым, а после получения достоверных сведений о составе и маршруте — отряд под командованием Андрея Овчинникова и Чики Зарубина. Для Кара встреча со значительными силами восставших 7 ноября у деревни Юзеевой стала полной неожиданностью. Ещё большей неожиданностью были завидная выучка казаков, разнообразие тактических приёмов в ходе сражения: «…сии злодеи ничем не рискуют, а чиня всякие пакости и смертные убивства, как ветер по степи развеиваются, а артиллерию своею чрезвычайно вредят». В ходе трёхдневного сражения у Юзеевой пугачёвцы совершенно измотали войска Кара и заставили отступить в пределы Казанской губернии. Приданные Кару мещеряцкие и башкирские конные отряды перешли на сторону восставших, были пленены две роты гренадер поручика Карташёва. Оторвавшись от преследования, Кар в первую очередь отправил приказ полковнику Чернышёву прекратить продвижение к Оренбургу, но посыльные с приказом были перехвачены пугачёвцами. 13 ноября колонна Чернышёва была окружена восставшими в десятке вёрст от стен Оренбурга, 600 солдат, 500 ставропольских калмыков, 100 казаков при 15 орудиях сдались Пугачёву без боя. Большинство из офицеров отряда были казнены, отказавшись присягнуть самозванцу. Одного из них, капитана Калмыкова, перед казнью призывавшего солдат не верить посулам Пугачёва, подвергли особо мучительной казни - «пятерению», во время которой ему отрубили руки и ноги, распороли грудь и лишь затем отрубили голову. Солдаты, калмыки и казаки отряда влились в армию восставших.
После таких успехов Пугачёв и казачьи атаманы поспешили праздновать. Как признавал сам Пугачёв: «Обольстясь толь важною победою, я пооплошал, ибо дал приказ всем людям толпы моей обедать». Чика Зарубин, которого самозванец отправил разведать точные данные о составе отряда Корфа, напился вместе со всеми и никуда не поехал. В результате, когда прибыли посланцы от казаков, отправленных следить за продвижением отряда Корфа, пугачёвцы не сразу смогли собраться к выступлению. Атаковав Корфа у самых стен Оренбурга, пугачёвцы не смогли остановить его и лишь проследили, как отряд численностью в 2400 человек пополнил силы городского гарнизона. Разъярённый Пугачёв хотел казнить Чику, «но старшины об нём упросили». С приходом пополнения, шансов устоять в ходе осады у гарнизона Оренбурга стало больше, но в целом экспедиция Кара потерпела сокрушительное поражение.

## Пугачёвский лагерь в период осады Оренбурга
Переехав, после наступления в начале ноября сильных морозов, в Бердскую слободу, Пугачёв выбрал для своей резиденции избу казака Константина Ситникова, которая получила с этого момента статус «дворца государева». В первую очередь, были приняты меры по организации охраны дворца, которой заведовали преданные яицкие казаки − командир «гвардии» Тимофей Мясников и «дежурный» при императоре Яким Давилин. В протоколах допросов Мясникова сохранились подробности обустройства пугачёвского дворца: «Покой у него был обит вместо обоев шумихою (фольгой), по стенам зеркала и портрет государя цесаревича Павла Петровича, взятой у офицера при разбитии не помню какой крепости… На крыльце всегда непременной стоял караул, состоящей из выбранных нарочно для сего лутчих яицких казаков… В покое с ним никто не ночёвывал, кроме двух живших у него русских девок…, и двух мальчиков, которых он называл своими детьми».
Другим первоочередным мероприятием после переезда в Берды стала организация «Государственной Военной коллегии». К началу ноября размер армии Пугачёва, по подсчётам различных историков, достигал от 20-25 тысяч до 120 тысяч человек. Управление таким количеством повстанцев, а также вопросы снабжения и поддержания дисциплины, уже не могли решаться единоличным командованием Пугачёва, чей карьерный успех в царской армии завершился получением звания хорунжего. Требовалось создание правительственного органа, который взял бы на себя повседневные командные и снабженческие решения. В состав Военной коллегии Пугачёв выбрал самых авторитетных казаков, чьи решения не подвергались бы сомнению — Андрея Витошнова и Данилу Скобычкина, атаманов Максима Шигаева и Ивана Творогова. Составлением указов и ведением переписки должны были заведовать «думный дьяк» Иван Почиталин, секретарь Максим Горшков и повытчики (делопроизводители) Семён Супонин, Иван Герасимов, Игнатий Пустоханов, Иван Григорьев, а также Балтай Идеркеев, ответственный за переписку на тюркских языках.

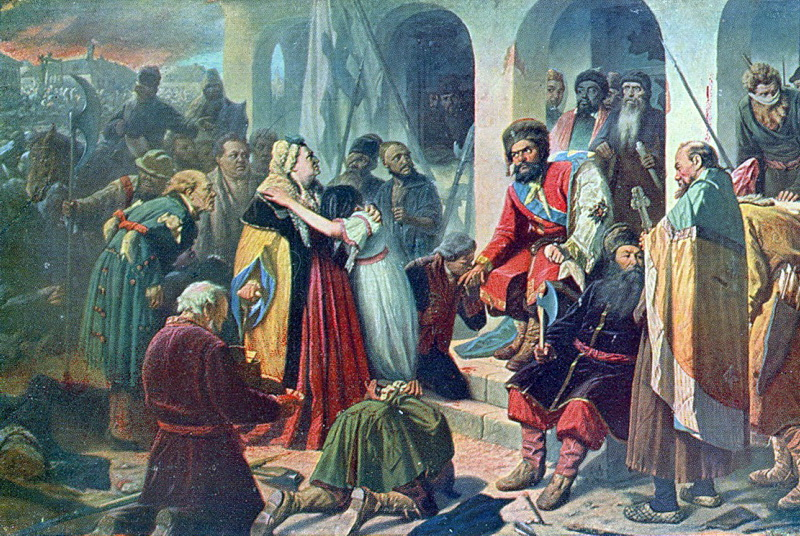
В. Г. Перов. «Суд Пугачёва». Государственный Русский музей

Как показывал на допросах судья Военной коллегии Творогов: Пугачёву «наскучило давать своему указы своим тем, которые, приходя к нему со стороны, изъявляли своё усердие набирать в его службу людей или грабить помещичьи домы и самих убивать, так же как и разбирать многие жалобы на башкирцев и казаков, в его толпе находящихся, в обидах и разорениях, народу причиняемых». Судебная функция стала одной из основных в деятельности Военной коллегии. Многие судебные разбирательства проходили с участием самого Пугачёва, в его отсутствие главным судьёй выступал Максим Шигаев. Основной объем жалоб в суд состоял из ходатайств крестьян на действия башкирских отрядов, стремившихся уничтожить построенные на их землях заводы, рудники и заводские поселения. Во многих случаях заводские крестьяне с семьями были захвачены в плен. Не меньше жалоб поступало на действия казацких отрядов, занимавшихся пополнением продовольствия в окрестных поселениях. В сочинениях современников и дореволюционных историков больший упор делался на судах над помещиками и чиновниками, схваченных отрядами восставших или собственными крестьянами и доставленных в Берды. Подчёркивался жестокий характер казней, как единственного исхода подобных разбирательств. Оренбургский учёный и историк Рычков писал, что даже собственные люди Пугачёва напуганы тем, что жертвы казней в виде привидений преследуют их, а ночные караулы открывали огонь из пушек, дабы разогнать души безвинных жертв. Эти рассказы во многом основывались на том, что тела жертв судебных разбирательств в зимнее время не хоронили, а сваливали в овраги вокруг Бердской слободы.
В связи со значительным увеличением количества людей в лагере Пугачёва под Оренбургом, перед повстанческой военной коллегией встала насущная проблема не только вооружения десятков тысяч людей огнестрельным оружием, пушками, снабжения их порохом и боеприпасами, но и обеспечения их продовольствием. Первым успешным примером выполнения такого рода мероприятия стал поход отряда Хлопуши на ближайшие к Оренбургу Авзяно-Петровские заводы. Хлопуша не только собрал все наличные заводские пушки, но организовал также литьё ядер, организовал из заводских крестьян полк, а также привёл в Берды стадо из 500 быков. Пугачёв оценил крестьянскую основательность проявивших себя в ходе осады Оренбурга таких крестьянских атаманов, как Хлопуша, Илья Арапов, Гаврила Давыдов. В то время, как на действия казацких отрядов, презрительно относившихся к «подлому чёрному народу», поступало множество жалоб, действия Хлопуши, Арапова и Давыдова привели к тому, что вплоть до поражения от второй правительственной экспедиции Бибикова, главная армия Пугачёва не испытывала нужды в продуктах питания. Сложнее обстояли дела с вооружением. Неоднократные попытки наладить литьё пушек на захваченных заводах не принесли значимых успехов. На заводах, как правило, имелись в наличии пушки, оружие и порох для защиты от возможных нападений со стороны башкир, но восполнить потерянное в ходе боёв оружие в ходе осады становилось всё труднее.
Сама главная армия Пугачёва под Оренбургом делилась на полки, организованные по войсковому, территориальному и национальному признакам. Костяк армии составляли казацкие полки − яицкие под общим командованием Андрея Овчинникова, илецкий Ивана Творогова, оренбургский Тимофея Подурова, исетский Семёна Балдина. Муса Алиев и Садык Сеитов командовали татарскими полками, Кинзя Арсланов − переменным составом башкирских полков, регулярно прибывавших под Оренбург для принятия присяги «царю» и вновь уходивших под Уфу, Кунгур и на Урал. Полк ставропольских калмыков Фёдора Дербетёва вырос в количестве до нескольких тысяч человек и в ноябре был направлен под Самару и Ставрополь. Постепенно, по мере роста количества пленных, возникли и полки из числа солдат регулярной армии, во главе их встали пленные офицеры, согласившиеся служить самозванцу — Аршенёв, Шванвич, Башарин и другие.

## В осаждённом Оренбурге
Прибытие в Оренбург 13 ноября отряда бригадира Корфа воодушевило губернатора Рейнсдорпа и гарнизон города. 2700 солдат практически удвоили численность правительственных войск, что давало надежду на возможность разбить восставших у стен города. На следующий же день 14 ноября Рейнсдорп отдал приказ о вылазке. Был сформирован отряд в 2400 человек, со стен города сняли 22 орудия для поддержки атаки Бердской слободы. Отряд возглавил генерал-майор Валленштерн. Но пугачёвцы, упустившие отряд Корфа накануне, в этот день были начеку. В бой с корпусом Валленштерна вступили повстанцы общей численностью более 10 тысяч человек при поддержке 40 орудий. Начальник пугачёвской артиллерии Чумаков сосредоточил огонь большинства орудий по флангу правительственного отряда. К тому же, Валленштерн слабо знал местность и вывел отряд к оврагу. Видя, что атака при таком сопротивлении захлебнулась, Валленштерн скомандовал к перестроению в каре и отступлению к городу. Чумаков выкатил орудия на прямую наводку, а после того, как строй каре был нарушен, последовала атака казачьей конницы. Дело шло к полному разгрому отряда Валленштерна, но наблюдавший со стен города за боем Рейнсдорп вовремя скомандовал к контратаке казаков старшины Бородина. Не выдержав атаки казаков с пиками наперевес, повстанцы отступили под прикрытие своей артиллерии, дав правительственным войскам отступить за стены города.
Хотя потери правительственного отряда были не столь значительны, всякие попытки вести активные боевые действия за стенами города были прекращены. Прибытие отряда Корфа не помогло снять осаду города и теперь, после принятого решения вести оборону за стенами крепости, положение с продовольствием стало ещё бедственнее. Гарнизон города составляли теперь 2819 солдат, 450 яицких казаков, а также около полутора тысяч оренбургских казаков, обывателей города и местных татар, которые были поставлены под ружьё с началом осады. Подсчёты запасов показали, что их хватит в лучшем случае на месяц, еще хуже обстояли дела с фуражом для лошадей. 30 ноября Рейнсдорп наметил сделать вылазку к лагерю восставших в Бердах, но она была отменена, по причине того, что кони для перевозки 30 орудий пали от голода в канун боя.
Кроме того, оренбургский губернатор не был уверен, и небезосновательно, что его донесения и просьбы о помощи достигают адресатов. С появлением в составе пугачёвской «военной коллегии» пленного офицера Шванвича, восставшие получили возможность читать перехватываемую ими переписку, в том числе на французском и немецком языках. Впрочем, часть переписки всё же достигала цели, в частности, в ноябре-декабре 1773 года Рейнсдорп обращался к сибирскому губернатору Чичерину и командующему Сибирским корпусом Деколонгу с просьбой об отправке к Оренбургу корпуса под командованием генерала Станиславского, а также об отправке в Исетскую провинцию, как можно ближе к Оренбургу обоза с провиантом. Но сибирские гражданские и военные власти, предлагавшие помощь Оренбургу на начальном этапе восстания, к зиме были уже не в состоянии её оказать. Вся Исетская провинция была охвачена мятежами башкир, казаков и заводских крестьян и войска Деколонга были не в состоянии справиться с ними. Для организуемой же новой экспедиции из центральных губерний империи, на этот раз под командованием опытного генерала-аншефа Бибикова, лишь к началу декабря 1773 года войска начали получать приказы на выдвижение к Казани.
С наступлением 1774 года умы главных соратников Пугачёва из числа яицких казаков были полностью обращены на события в их родном Яицком городке. Правительственный гарнизон Яицкого годка был заперт в городовой крепости − «ретраншменте», наспех выстроенном осенью. Походный атаман Овчинников, атаманы Толкачов и Перфильев, а вскоре и сам Пугачёв возглавили попытки штурмом взять «ретраншмент». В Оренбурге отъезд значительных сил, а также главных предводителей восставших, к Яицкому городку не остался незамеченным. Бедственная обстановка с запасами продовольствия вынуждала Рейнсдорпа попытаться воспользоваться отсутствием Пугачёва в Бердах. Для новой вылазки был собран корпус в составе 1700 солдат и четырёх сотен казаков, им были приданы 23 орудия. Общее командование было вновь поручено генералу Валленштерну, но в этот раз корпус разделили на три отдельные колонны под командованием самого Валленштерна, бригадира Корфа и премьер-майора Наумова. Атаку назначили на раннее утро 13 января, в надежде застать бердский лагерь врасплох. Глубокий снег затруднил передвижение и пехоты, и конных казаков, чьи лошади были сильно истощены.
Но надежда на снижение бдительности мятежников не оправдались. Дозорные вовремя сообщили о выдвижении правительственного корпуса из города. Когда колонны оренбургского гарнизона были уже на подходе к Бердам, восставшие неожиданно окружили их с трёх сторон и открыли огонь из пушек. Несмотря на ответный огонь, уставшие после долгого перехода в глубоком снегу солдаты дрогнули и Валленштерн поторопился отдать приказ к отступлению, которое вскоре превратилось в паническое бегство. В снегу были брошены 8 пушек, 281 человек был убит, более ста ранены.
Как писал в своих донесениях в Рейнсдорп, наступившая зимой полная блокада Оренбурга мало угрожала положению города в военном плане, но приносила множество страданий голодавшему его населению. После неудачной вылазки Рейнсдорп был вынужден начать выдачу гражданскому населению продовольствия с военных гарнизонных складов. Всего в осаде в городе находилось 16 тысяч человек. Лошадей пытались кормить хворостом, который добывали команды охотников за стенами города. Но пугачёвцы неусыпно вели наблюдение за осаждённым городом и неизменно нападали на такие команды, часто захватывая замешкавшихся в плен. Голод усиливал пораженческие настроения, особенно среди оренбургских казаков и татар, у которых множество товарищей и родственников служили Пугачёву и разными путями призывали покориться «батюшке-амператору». Начались тайные побеги, казаки игнорировали приказы своих командиров, посылаемые в разведку сочиняли донесения, не выезжая из города. В этой обстановке большинство гарнизонных начальников и офицеров уповали на новый штурм города, в надежде, что им удастся отбить его и затем на плечах пугачёвцев ворваться и уничтожить их лагерь в Бердах. Но Пугачёв, зная о бедственном положении жителей города, не считал более необходимым штурмовать стены города, считая, что он вскоре может достаться ему без сопротивления.
Немало повеселила пугачёвский лагерь попытка Рейнсдорпа бороться с тайным общением пугачёвцев с оренбургскими казаками и их агитацией с помощью капканов для крупного зверя, расставленных у стен города. Секретари и повытчики пугачёвской «военной коллегии» сочинили и отправили в город издевательское послание в духе знаменитого письма запорожцев, остроумие которого позднее оценил историограф Пугачёвщины Александр Пушкин:

Оренбургскому губернатору, сатанину внуку, дьявольскому сыну! Прескверное ваше увещевание здесь получено, за что вас, яко всескверного общему покою ненавистника, благодарим. Да и сколько ты себя, по действу сатанину не ухищрял, однако власть Божию не перемудрил… Разумей, хотя ты по действу сатаниному во многих местах капканы разставил, однако ваши труды остаются вотще, а на тебя здеся хотя Варавиных не станет петель, а мы у мордвина хоть гривну дадим, да на тебя верёвку свить сможем…— Письмо из Берды 23 февраля 1774 года

## Поражение Пугачёва под Оренбургом и снятие осады
Опытный генерал-аншеф А. И. Бибиков был назначен командующим новой военной экспедиции против Пугачёва в декабре 1773 года, но лишь к исходу февраля следующего года его войска приблизились к Оренбургу. Пугачёв, занятый ранее попытками штурма городовой крепости в Яицком городке, оттянул часть сил от Оренбурга в попытке противостоять дальнейшему продвижению правительственных сил к главным центрам восстания. В ночь на 7 марта пугачёвцы атаковали передовой отряд экспедиции Бибикова в деревне Пронкиной, расположившийся там на ночлег после утомительного марша в условиях метели. В ходе внезапной атаки погиб командир правительственного отряда майор Елагин, но войска Пугачёва были отбиты. Оценив общую численность, а также боевую выучку войск новой экспедиции, Пугачёв собрал более 8 тысяч человек для решающего сражения. Местом для него была выбрана Татищева крепость. Сражение развернулось 22 марта, когда соединённые колонны правительственных войск в количестве 6500 человек под командованием генералов Голицына, Мансурова и Фреймана атаковали крепость. В ходе многочасового ожесточённого боя сказалось преимущество регулярных частей в выучке и дисциплине. В критический момент сражения генералы лично возглавили решающую атаку. Пугачёв с горсткой казаков своей охраны бежал в Берды, оставшиеся повстанцы в Татищевой держались до окончания пушечных зарядов. Около 2500 человек из армии Пугачёва погибли в крепости либо в ходе бегства, около 4 тысяч попали в плен.
Прибыв в Берды поздним вечером 22 марта, Пугачёв в ночь собрал главных казацких атаманов для обсуждения дальнейших действий. Большинство в лагере повстанцев не имели ещё сведений о поражении под Татищевой, но внезапная смена караулов − крестьян меняли на казаков, лихорадочные сборы казацких полков, создавали тревожную обстановку. По словам Хлопуши, когда он попытался в канцелярии Военной коллегии выяснить причину происходивших событий, то получил грубый ответ: «Знал бы своё дело и лежал на месте!». Впрочем, в ночь Хлопуша был среди приглашённых на совещание у Пугачёва, где кроме него были также атаманы Шигаев, Творогов, Витошнов, Коновалов, Чумаков и Подуров. Обсуждались два возможных варианта − идти в Башкирию в район действия отрядов Чики-Зарубина, либо выдвигаться к Яицкому городку и далее, возможно, вниз по Яику к Гурьеву. Не приняв окончательного решения, решили оставить Берды и в составе только конных полков идти на Сорочинскую крепость. Казаки, всегда презрительно относившиеся к «чёрному люду», фактически бросали присоединившихся к ним во время осады крестьян, так как пешие они сковывали бы мобильность конных отрядов. Пугачёв приказал 50-тысячной, большей частью крестьянской, армии, «чтоб она убиралась, кто куда хочет».
Утром 23 марта Максим Шигаев, отвечавший в Военной коллегии за казну войска, приказал раздать все имевшиеся в наличии медные деньги «на всю армию, в том числе и больным». Тот же приказ поступил и по поводу имевшихся запасов вина, но едва выкатили бочки, как по приказу Пугачёва казаки его охраны выбили дно у бочек и вылили вино на землю, предотвратив опасное в данных обстоятельств пьянство. Тот же Шигаев на допросах позднее показывал, что часть из яицких казаков обсуждала с ним в этот момент возможность покинуть самозванца. Но бунтовские настроения в тот момент были ещё сильны у большинства атаманов, и едва заговорщики начали агитацию, как были схвачены. Глава заговора яицкий казак Григорий Бородин сумел убежать в Оренбург. 24 марта Пугачёв с отрядом конных казаков (по разным источникам − от 2 до 5 тысяч человек) выступил к Сорочинской крепости, но вскоре получил сведения о замеченных у Сорочинской конных правительственных разъездах. Отряд повернул в сторону Каргалы, обсуждая в походе − пробиваться ли далее к Яицкому городку, либо, по совету Кинзи Арсланова, идти в Башкирию, где тот обещал «через десять дней хоть десять тысяч своих башкирцев поставить». Прибыв 26 марта в Каргалу, Пугачёв оставил там отряд Тимофея Мясникова, а сам перешёл в Сакмарский городок. В обоих населённых пунктах были казнены татарские и казацкие старшины, поспешившие с получением известий о поражении пугачёвцев под Татищевой арестовать пугачёвских атаманов на местах. Среди арестованных оказался и Хлопуша, прибывший забрать и укрыть свою семью. Его успели накануне ночью отправить в Оренбург.
С уходом Пугачёва из лагеря в Бердах, часть брошенных им крестьян разъехались по местам жительства, но перешедшие к нему на службу солдаты, а также местные казаки направились в Оренбург, желая добровольной сдачей облегчить свою участь. В первый день в город явились 800 человек, в последующие их число достигло 4 тысяч. Несмотря на полученные известия об уходе Пугачёва с казаками, Рейнсдорп не сразу решился отправить войска в Берды. Лишь после полудня к бывшему лагерю Пугачёва выступила 8-я лёгкая полевая команда секунд-майора Зубова в сопровождении конных яицких и оренбургских казаков. В оставленном лагере были найдены более 50 пушек, а также 17 бочек с медными монетами. Но главное, что заботило Рейнсдорпа и высланный им отряд − это запасы продовольствия для голодающего Оренбурга, по подсчётам, найденного продовольствия должно было хватить городу на десять дней. После того, как в Оренбурге окончательно убедились в уходе Пугачёва, в Берды потянулись оренбургские обыватели, учинившие многочисленные грабежи в домах бердских жителей.
Тем временем, армия Пугачёва в Сакмарском городке пополнялась мелкими отрядами из разных концов Оренбургской губернии. К 28 марта общая численность его войск достигла 8 тысяч человек. 28 марта отряд в тысячу казаков под командованием Творогова сделал вылазку к оставленному лагерю в Бердах, отбив содержавшихся там под арестом пленных, разбив немногочисленные правительственные отряды в слободе и убив часть оренбургских обывателей, продолжавших наезжать в Берды с целью грабежа. Но главной целью этого набега был захват оставленных в спешке в лагере пушек и продовольствия, и она не была достигнута, так как и пушки, и продукты были вывезены в Оренбург в первый же день после ухода Пугачёва.
К этому времени правительственные войска после победы у Татищевой разделились на два основных отряда. Один, под командованием генерала Мансурова, остался в Татищевой прикрывать возможные пути отступления Пугачёва к Яицкому городку. Второй, под командованием генерала Голицына, выдвинулся из Татищевой к Оренбургу. Полковнику Хорвату было поручено преследовать Пугачёва, но он со своим отрядом лишь занял повторно Берды и оттуда доложил, что силы Пугачёва в Сакмарском городке пополнились значительно и атаковать имеющимися у него силами бунтовщиков он не в состоянии. Тем временем, 31 марта основные силы Голицына вступили в Оренбург, где губернатором Рейнсдорпом была устроена торжественная встреча «избавителей от рук варварских». Среди первых мероприятий Голицына стало обеспечение поставок в город муки и другого продовольствия из районов, контролируемых правительственными войсками. Кавалерийские части корпуса изыскали возможности поделиться с драгунами, яицкими и оренбургскими казаками гарнизона, чьи лошади пали в ходе осады, строевыми лошадьми. Голицын нуждался в помощи казаков и драгун, знавших местные края, поэтому, как писал он в рапорте императрице: он «нашёл способы изыскать вверенного мне корпуса у господ штаб- и обер-офицеров, которые с крайней ревностью отдали последних своих лошадей».
1 апреля корпус Голицына вышел из Оренбурга, присоединив к себе отряд Хорвата в Бердах, и тремя колоннами направился к Каргале. Местность вокруг татарской слободы была изрыта рвами, а также окружена природными оврагами. На помощь полку Мясникова из Сакмарского городка прибыл сам Пугачёв с двумя третями наличных людей. На единственной дороге к слободе выставили батарею из 7 орудий. Решительной атакой передовых батальонов правительственных войск под командованием капитана-поручика Толстого и подполковника Аршеневского батарея пугачёвцев была захвачена и восставшие стали отступать к Сакмаре. Попытка полковника Хорвата воспрепятствовать отступлению пугачёвцев и блокировать их в Каргале не увенчалась успехом. Заняв новую позицию на половине дороги между Каргалой и Сакмарским городком, пугачёвцы вновь попытались остановить правительственные войска, но удачные действия артиллерии Голицына выбили их и с этой позиции. В ходе начавшегося беспорядочного отступления к Сакмарскому городку, преследуемые правительственной кавалерией, восставшие, по словам Шигаева, «всякий старался как бы поскорее уйти, отчего и стеснились так, что друг друга подавили». Организованное сопротивление прекратилось, Пугачёв с пятью сотнями казаков сумел уйти от преследования и прорвался к Пречистенской крепости. Солдаты, гусары и казаки правительственных войск ловили по оврагам пытавшихся убежать мятежников. В бою погибло более 400 мятежников, среди более 2800 взятых в плен пугачёвцев оказались атаманы Шигаев и Подуров, судья Военной коллегии Витошнов и секретари Почиталин и Горшков. С поражением главной армии Пугачёва у Сакмарского городка угроза Оренбургу была окончательно снята и эпопея с его осадой завершилась.
Длительная задержка повстанцев у Оренбурга считается большой ошибкой Пугачёва, поскольку она привела к потере повстанцами стратегической инициативы.

…Можно почесть за счастье, что сии канальи привязались целые два месяца к Оренбургу и далее куда пошли— Екатерина II